# Jorge Couto
Pour les articles homonymes, voir Couto.
Jorge Couto est un footballeur portugais né le 1er juillet 1970 à Santa Maria da Feira, reconverti entraîneur.

## Carrière
- 1989-1996 : FC Porto ( Portugal)
- 1996-2003 : Boavista FC ( Portugal)[2],[3]

## Palmarès

### En équipe nationale
- Vainqueur de la Coupe du monde des moins de 20 ans 1989 avec l'équipe du Portugal U-20

### Avec le FC Porto
- Champion du Portugal en 1990, 1992, 1993, 1995, 1996
- Vainqueur de la Coupe du Portugal en 1991 et 1994
- Vainqueur de la Supercoupe du Portugal en 1990, 1991, 1993, 1994 et 1996

### Avec Boavista
- Champion du Portugal en 2001
- Vainqueur de la Coupe du Portugal en 1997
- Vainqueur de la Supercoupe du Portugal en 1997